# Thường trực Tỉnh ủy 2015–2020
Thường trực Tỉnh ủy 2015-2020 bao gồm Thường trực Đảng bộ tỉnh, thành phố trực thuộc Trung ương (gọi chung là cấp tỉnh ủy) trong nhiệm kỳ Đại hội Đảng bộ cấp tỉnh từ 2015-2020. Đại hội Đảng bộ cấp tỉnh, thành phố trực thuộc Trung ương hiện tại thường diễn ra cùng lúc trước Đại hội Đảng toàn quốc khoảng 2-3 tháng và thường diễn ra chung vào tháng 10.
Thường trực Tỉnh ủy trực tiếp được quản lý bởi Trung ương Đảng và chịu trách nhiệm trước Ban chấp hành Đảng bộ tỉnh.

## Tổ chức
Thường trực Tỉnh ủy là cơ quan tập thể lãnh đạo cấp cao trong Tỉnh ủy, và Thành ủy trực thuộc Trung ương. Các thành viên trong Thường trực là Bí thư và các Phó bí thư tỉnh ủy.
Do hệ thống Việt Nam do Đảng lãnh đạo, nên vị trí Thường trực tỉnh ủy trong bộ máy chính quyền là tuyệt đối. Các chức vụ hành pháp hay lập pháp cùng cấp đều thuộc diện Thường trực tỉnh ủy quản lý. Như Chủ tịch Ủy ban nhân dân tỉnh, hay chủ tịch Hội đồng nhân dân tỉnh sẽ thường phải là phó bí thư tỉnh ủy hoặc sẽ được bầu trong Hội nghị tỉnh ủy gần nhất.
Trong nhiệm kỳ 2015-2020 có: 
- 63/63 tỉnh Chủ tịch Ủy ban nhân dân tỉnh, thành phố trực thuộc trung ương là Phó bí thư tỉnh ủy.
- 27/63 tỉnh Bí thư tỉnh ủy kiêm nhiệm chủ tịch Hội đồng nhân dân tỉnh, thành phố trực thuộc trung ương
- 31/63 tỉnh Bí thư Tỉnh ủy là Ủy viên Trung ương Đảng, và 2/63 Bí thư là Ủy viên Bộ chính trị
- 24/63 tỉnh Chủ tịch Hội đồng nhân dân tỉnh là Phó Bí thư Tỉnh ủy hoặc kiêm nhiệm Phó Bí thư Thường trực Tỉnh ủy

## Đại hội Đảng bộ cấp tỉnh
Trước năm 1990 các Đại hội Đảng bộ cấp tỉnh thường không thống nhất chung thời gian tổ chức, từ năm 1991 tất cả các Đại hội Đảng bộ cấp tỉnh đều diễn ra chung thời gian. Nhân sự bộ máy trong Thường trực và Ban Thường vụ sẽ được quyết định ngay tại Hội nghị đầu tiên sau Đại hội Đảng bộ.
Từ năm 2010 Ban Bí thư và Bộ chính trị quyết định thí điểm tại một số tỉnh thành bầu trực tiếp Bí thư tỉnh ủy do Đại hội Đảng cấp tỉnh bầu.

## Danh sách Thường trực tỉnh ủy các tỉnh
Chức vụ trong chính quyền sẽ được tình từ thời gian bắt đầu Hội đồng nhân dân khóa mới sau Đại hội Đảng.
Chức vụ trong Trung ương được tính từ sau Đại hội Đảng toàn quốc.

## Bí thư Tỉnh ủy
| - Ủy viên Bộ Chính trị - Bí thư Trung ương Đảng | - Ủy viên Trung ương Đảng - Ủy viên Dự khuyết Trung ương Đảng |

| STT | Tỉnh Thành phố trực thuộc Trung ương | Đại hội Đại biểu Đảng bộ Khóa | Bí thư               | Chức vụ hiện nay                | Chức vụ hiện nay                               | Chức vụ hiện nay | Ghi chú                           |
| STT | Tỉnh Thành phố trực thuộc Trung ương | Đại hội Đại biểu Đảng bộ Khóa | Bí thư               | Chức vụ                         | Chức vụ                                        | Nhiệm kỳ         | Ghi chú                           |
| --- | ------------------------------------ | ----------------------------- | -------------------- | ------------------------------- | ---------------------------------------------- | ---------------- | --------------------------------- |
| 1   | An Giang                             | X                             | Võ Thị Ánh Xuân      |                                 | Bí thư Tỉnh ủy                                 | 10/2015-nay      | Ủy viên Trung ương Đảng từ 1/2016 |
| 1   | An Giang                             | X                             | Võ Thị Ánh Xuân      |                                 | Bí thư Tỉnh ủy                                 | 10/2015-nay      | Ủy viên Trung ương Đảng từ 1/2016 |
| 2   | Bà Rịa – Vũng Tàu                    | VI                            | Nguyễn Hồng Lĩnh     |                                 | Bí thư Tỉnh ủy Chủ tịch Hội đồng Nhân dân tỉnh | 10/2015-nay      | Ủy viên Trung ương Đảng từ 1/2016 |
| 2   | Bà Rịa – Vũng Tàu                    | VI                            | Nguyễn Hồng Lĩnh     |                                 | Bí thư Tỉnh ủy Chủ tịch Hội đồng Nhân dân tỉnh | 10/2015-nay      | Ủy viên Trung ương Đảng từ 1/2016 |
| 3   | Bạc Liêu                             | XV                            | Lê Minh Khái         |                                 | Bí thư tỉnh ủy                                 | 10/2015-11/2017  | Ủy viên Trung ương Đảng từ 1/2016 |
| 3   | Bạc Liêu                             | XV                            | Lê Minh Khái         | Chủ tịch Ủy ban Nhân dân tỉnh   | 10/2015-12/2015                                |                  | Ủy viên Trung ương Đảng từ 1/2016 |
| 3   | Bạc Liêu                             | XV                            | Lê Minh Khái         | Tổng kiểm toán Nhà nước         | 10/2017-11/2017                                |                  | Ủy viên Trung ương Đảng từ 1/2016 |
| 3   | Bạc Liêu                             | XV                            | Nguyễn Quang Dương   |                                 | Bí thư tỉnh ủy                                 | 11/2017-nay      |                                   |
| 4   | Bắc Kạn                              | XI                            | Nguyễn Văn Du        |                                 | Bí thư tỉnh ủy Chủ tịch Hội đồng Nhân dân tỉnh | 10/2015-nay      | Ủy viên Trung ương Đảng từ 1/2016 |
| 5   | Bắc Giang                            | XVIII                         | Bùi Văn Hải          |                                 | Bí thư tỉnh ủy                                 | 10/2015-nay      | Ủy viên Trung ương Đảng từ 1/2016 |
| 5   | Bắc Giang                            | XVIII                         | Bùi Văn Hải          | Chủ tịch Hội đồng Nhân dân tỉnh | 12/2015-nay                                    |                  | Ủy viên Trung ương Đảng từ 1/2016 |
| 6   | Bắc Ninh                             | XIX                           | Nguyễn Nhân Chiến    |                                 | Bí thư tỉnh ủy Chủ tịch Hội đồng Nhân dân tỉnh | 9/2015-nay       | Ủy viên Trung ương Đảng từ 1/2016 |
| 7   | Bến Tre                              | X                             | Võ Thành Hạo         |                                 | Bí thư tỉnh ủy Chủ tịch Hội đồng Nhân dân tỉnh | 9/2015-7/2019    |                                   |
| 7   | Bến Tre                              | X                             | Phan Văn Mãi         |                                 | Bí thư tỉnh ủy Chủ tịch Hội đồng Nhân dân tỉnh | 7/2019-nay       |                                   |
| 8   | Bình Dương                           | X                             | Trần Văn Nam         |                                 | Bí thư tỉnh ủy                                 | 10/2015-nay      | Ủy viên Trung ương Đảng từ 1/2016 |
| 8   | Bình Dương                           | X                             | Trần Văn Nam         | Chủ tịch Ủy ban Nhân dân tỉnh   | 10/2015-12/2015                                |                  | Ủy viên Trung ương Đảng từ 1/2016 |
| 9   | Bình Định                            | XIX                           | Nguyễn Thanh Tùng    |                                 | Bí thư tỉnh ủy Chủ tịch Hội đồng Nhân dân tỉnh | 10/2015-nay      | Ủy viên Trung ương Đảng từ 1/2016 |
| 10  | Bình Phước                           | X                             | Nguyễn Văn Lợi       |                                 | Bí thư tỉnh ủy                                 | 10/2015-nay      | Ủy viên Trung ương Đảng từ 1/2016 |
| 11  | Bình Thuận                           | XIII                          | Nguyễn Mạnh Hùng     |                                 | Bí thư tỉnh ủy Chủ tịch Hội đồng Nhân dân tỉnh | 10/2015-nay      | Ủy viên Trung ương Đảng từ 1/2016 |
| 12  | Cà Mau                               | XV                            | Dương Thanh Bình     |                                 | Bí thư tỉnh ủy                                 | 9/2015-nay       |                                   |
| 13  | Cao Bằng                             | XVIII                         | Nguyễn Hoàng Anh     |                                 | Bí thư tỉnh ủy                                 | 10/2015-12/2017  | Ủy viên Trung ương Đảng từ 1/2016 |
| 13  | Cao Bằng                             | XVIII                         | Lại Xuân Môn         |                                 | Bí thư tỉnh ủy                                 | 12/2017-nay      |                                   |
| 14  | Cần Thơ                              | XIII                          | Trần Quốc Trung      |                                 | Bí thư thành ủy                                | 9/2015-nay       | Ủy viên Trung ương Đảng từ 1/2016 |
| 15  | Đà Nẵng                              | XXI                           | Nguyễn Xuân Anh      |                                 | Bí thư thành ủy                                | 10/2015-10/2017  | Ủy viên Trung ương Đảng từ 1/2016 |
| 15  | Đà Nẵng                              | XXI                           | Nguyễn Xuân Anh      |                                 | Chủ tịch Hội đồng nhân dân Thành phố           | 6/2016-11/2017   | Ủy viên Trung ương Đảng từ 1/2016 |
| 15  | Đà Nẵng                              | XXI                           | Trương Quang Nghĩa   |                                 | Bí thư thành ủy                                | 10/2017-nay      |                                   |
| 16  | Đắk Lắk                              | XVI                           | Êban Y Phu           |                                 | Bí thư tỉnh ủy                                 | 10/2017-7/2019   |                                   |
| 16  | Đắk Lắk                              | XVI                           | Bùi Văn Cường        |                                 | Bí thư tỉnh ủy                                 | 7/2019-nay       |                                   |
| 17  | Đắk Nông                             | XI                            | Lê Diễn              |                                 | Bí thư tỉnh ủy                                 | 9/2015-nay       | Ủy viên Trung ương Đảng từ 1/2016 |
| 17  | Đắk Nông                             | XI                            | Lê Diễn              | Chủ tịch Ủy ban Nhân dân tỉnh   | 10/2015-12/2015                                |                  | Ủy viên Trung ương Đảng từ 1/2016 |
| 17  | Đắk Nông                             | XI                            | Lê Diễn              | Chủ tịch Hội đồng Nhân dân tỉnh | 7/2016-nay                                     |                  | Ủy viên Trung ương Đảng từ 1/2016 |
| 18  | Đồng Nai                             | X                             | Nguyễn Phú Cường     |                                 | Bí thư tỉnh ủy                                 | 9/2015-nay       | Ủy viên Trung ương Đảng từ 1/2016 |
| 18  | Đồng Nai                             | X                             | Nguyễn Phú Cường     |                                 | Chủ tịch Hội đồng nhân dân tỉnh                | 6/2016-nay       | Ủy viên Trung ương Đảng từ 1/2016 |
| 19  | Đồng Tháp                            | X                             | Lê Minh Hoan         |                                 | Bí thư tỉnh ủy                                 | 10/2015-nay      | Ủy viên Trung ương Đảng từ 1/2016 |
| 20  | Điện Biên                            | XIII                          | Trần Văn Sơn         |                                 | Bí thư tỉnh ủy                                 | 10/2015-nay      | Ủy viên Trung ương Đảng từ 1/2016 |
| 21  | Gia Lai                              | XV                            | Dương Văn Trang      |                                 | Bí thư tỉnh ủy Chủ tịch Hội đồng Nhân dân tỉnh | 10/2015-5/2020   | Ủy viên Trung ương Đảng từ 1/2016 |
| 22  | Hà Giang                             | XVI                           | Triệu Tài Vinh       |                                 | Bí thư tỉnh ủy                                 | 10/2015-7/2019   |                                   |
| 22  | Hà Giang                             | XVI                           | Triệu Tài Vinh       | Chủ tịch Hội đồng nhân dân tỉnh | 10/2015-6/2016                                 |                  |                                   |
| 22  | Hà Giang                             | XVI                           | Đặng Quốc Khánh      |                                 | Bí thư tỉnh ủy                                 | 7/2019-nay       |                                   |
| 23  | Hà Nam                               | XIX                           | Mai Tiến Dũng        |                                 | Bí thư tỉnh ủy                                 | 10/2015-4/2016   |                                   |
| 23  | Hà Nam                               | XIX                           | Nguyễn Đình Khang    |                                 | Bí thư tỉnh ủy                                 | 4/2016-7/2019    |                                   |
| 23  | Hà Nam                               | XIX                           | Lê Thị Thủy          |                                 | Bí thư tỉnh ủy                                 | 7/2019-nay       |                                   |
| 24  | Hà Nội                               | XVI                           | Phạm Quang Nghị      |                                 | Bí thư thành ủy                                | 11/2015-2/2016   | Ủy viên Bộ Chính trị đến 1/2016   |
| 24  | Hà Nội                               | XVI                           | Hoàng Trung Hải      |                                 | Bí thư thành ủy                                | 02/2016-2/2020   |                                   |
| 24  | Hà Nội                               | XVI                           | Hoàng Trung Hải      | Phó Thủ tướng Chính phủ         | 2/2016-4/2016                                  |                  |                                   |
| 24  | Hà Nội                               | XVI                           | Vương Đình Huệ       |                                 | Bí thư thành ủy                                | 02/2020-nay      |                                   |
| 24  | Hà Nội                               | XVI                           | Vương Đình Huệ       | Phó Thủ tướng Chính phủ         | 2/2020-6/2020                                  |                  |                                   |
| 25  | Hà Tĩnh                              | XVIII                         | Lê Đình Sơn          |                                 | Bí thư tỉnh ủy                                 | 10/2015-nay      | Ủy viên Trung ương Đảng từ 1/2016 |
| 25  | Hà Tĩnh                              | XVIII                         | Lê Đình Sơn          | Chủ tịch Ủy ban Nhân dân tỉnh   | 10/2015-6/2016                                 |                  | Ủy viên Trung ương Đảng từ 1/2016 |
| 25  | Hà Tĩnh                              | XVIII                         | Lê Đình Sơn          | Chủ tịch Hội đồng Nhân dân tỉnh | 7/2016-nay                                     |                  | Ủy viên Trung ương Đảng từ 1/2016 |
| 26  | Hải Dương                            | XVI                           | Nguyễn Mạnh Hiển     |                                 | Bí thư tỉnh ủy Chủ tịch Hội đồng Nhân dân tỉnh | 10/2015-nay      | Ủy viên Trung ương Đảng từ 1/2016 |
| 27  | Hải Phòng                            | XV                            | Lê Văn Thành         |                                 | Bí thư tỉnh ủy                                 | 10/2015-nay      | Ủy viên Trung ương Đảng từ 1/2016 |
| 27  | Hải Phòng                            | XV                            | Lê Văn Thành         | Chủ tịch Ủy ban Nhân dân tỉnh   | 10/2015-6/2016                                 |                  | Ủy viên Trung ương Đảng từ 1/2016 |
| 27  | Hải Phòng                            | XV                            | Lê Văn Thành         | Chủ tịch Hội đồng Nhân dân tỉnh | 6/2016-nay                                     |                  | Ủy viên Trung ương Đảng từ 1/2016 |
| 28  | Hậu Giang                            | XIII                          | Trần Công Chánh      |                                 | Bí thư tỉnh ủy                                 | 10/2015-01/2018  |                                   |
| 28  | Hậu Giang                            | XIII                          | Trần Công Chánh      | Chủ tịch Ủy ban Nhân dân tỉnh   | 10/2015-12/2015                                |                  |                                   |
| 28  | Hậu Giang                            | XIII                          | Lữ Văn Hùng          |                                 | Bí thư tỉnh ủy                                 | 1/2018-nay       |                                   |
| 28  | Hậu Giang                            | XIII                          | Lữ Văn Hùng          | Chủ tịch Ủy ban Nhân dân tỉnh   | 1/2018-4/2018                                  |                  |                                   |
| 29  | Hòa Bình                             | XVI                           | Bùi Văn Tỉnh         |                                 | Bí thư tỉnh ủy                                 | 10/2015-nay      |                                   |
| 29  | Hòa Bình                             | XVI                           | Bùi Văn Tỉnh         | Chủ tịch Hội đồng Nhân dân tỉnh | 10/2015-6/2016                                 |                  |                                   |
| 30  | Hưng Yên                             | XVIII                         | Đỗ Tiến Sỹ           |                                 | Bí thư tỉnh ủy                                 | 10/2015-nay      | Ủy viên Trung ương Đảng từ 1/2016 |
| 30  | Hưng Yên                             | XVIII                         | Đỗ Tiến Sỹ           | Chủ tịch Hội đồng Nhân dân tỉnh | 10/2015-6/2016                                 |                  | Ủy viên Trung ương Đảng từ 1/2016 |
| 31  | Thành phố Hồ Chí Minh                | X                             | Lê Thanh Hải         |                                 | Bí thư thành ủy                                | 11/2015-2/2016   | Ủy viên bộ chính trị đến 1/2016   |
| 31  | Thành phố Hồ Chí Minh                | X                             | Đinh La Thăng        |                                 | Bí thư thành ủy                                | 2/2016-5/2017    |                                   |
| 31  | Thành phố Hồ Chí Minh                | X                             | Đinh La Thăng        | Bộ trưởng Bộ giao thông vận tải | 2/2016-4/2016                                  |                  |                                   |
| 31  | Thành phố Hồ Chí Minh                | X                             | Nguyễn Thiện Nhân    |                                 | Bí thư thành ủy                                | 5/2017-nay       |                                   |
| 32  | Khánh Hòa                            | XVII                          | Lê Thanh Quang       |                                 | Bí thư tỉnh ủy                                 | 9/2015-10/2019   |                                   |
| 32  | Khánh Hòa                            | XVII                          | Lê Thanh Quang       | Chủ tịch Hội đồng Nhân dân tỉnh | 9/2015-6/2016                                  |                  |                                   |
| 32  | Khánh Hòa                            | XVII                          | Nguyễn Khắc Định     |                                 | Bí thư tỉnh ủy                                 | 10/2019-nay      |                                   |
| 33  | Kiên Giang                           | X                             | Nguyễn Thanh Nghị    |                                 | Bí thư tỉnh ủy                                 | 10/2015-nay      | Ủy viên Trung ương Đảng từ 1/2016 |
| 33  | Kiên Giang                           | X                             | Nguyễn Thanh Nghị    |                                 | Bí thư tỉnh ủy                                 | 10/2015-nay      | Ủy viên Trung ương Đảng từ 1/2016 |
| 34  | Kon Tum                              | XV                            | Nguyễn Văn Hùng      |                                 | Bí thư tỉnh ủy Chủ tịch Hội đồng Nhân dân tỉnh | 10/2015-5/2020   |                                   |
| 34  | Kon Tum                              | XV                            | Dương Văn Trang      |                                 | Bí thư tỉnh ủy                                 | 5/2020-nay       |                                   |
| 35  | Lai Châu                             | XIII                          | Nguyễn Khắc Chử      |                                 | Bí thư tỉnh ủy                                 | 10/2015-9/2018   |                                   |
| 35  | Lai Châu                             | XIII                          | Giàng Páo Mỷ         |                                 | Bí thư tỉnh ủy Chủ tịch Hội đồng Nhân dân tỉnh | 9/2018-nay       |                                   |
| 36  | Lạng Sơn                             | XVI                           | Trần Sỹ Thanh        |                                 | Bí thư tỉnh ủy                                 | 10/2015-12/2017  | Ủy viên Trung ương Đảng từ 1/2016 |
| 36  | Lạng Sơn                             | XVI                           | Trần Sỹ Thanh        |                                 | Chủ tịch Hội đồng Nhân dân tỉnh                | 12/2015-6/2016   | Ủy viên Trung ương Đảng từ 1/2016 |
| 36  | Lạng Sơn                             | XVI                           | Lâm Thị Phương Thanh |                                 | Bí thư tỉnh ủy                                 | 12/2017-nay      |                                   |
| 37  | Lào Cai                              | XV                            | Nguyễn Văn Vịnh      |                                 | Bí thư tỉnh ủy Chủ tịch Hội đồng Nhân dân tỉnh | 9/2015-nay       | Ủy viên Trung ương Đảng từ 1/2016 |
| 38  | Lâm Đồng                             | X                             | Nguyễn Xuân Tiến     |                                 | Bí thư tỉnh ủy                                 | 10/2015-nay      |                                   |
| 39  | Long An                              | X                             | Phạm Văn Rạnh        |                                 | Bí thư tỉnh ủy                                 | 10/2015-nay      | Ủy viên Trung ương Đảng từ 1/2016 |
| 39  | Long An                              | X                             | Phạm Văn Rạnh        | Chủ tịch Hội đồng Nhân dân tỉnh | 12/2015-nat                                    |                  | Ủy viên Trung ương Đảng từ 1/2016 |
| 40  | Nam Định                             | XIX                           | Đoàn Hồng Phong      |                                 | Bí thư tỉnh ủy                                 | 9/2015-nay       | Ủy viên Trung ương Đảng từ 1/2016 |
| 40  | Nam Định                             | XIX                           | Đoàn Hồng Phong      | Chủ tịch Ủy ban Nhân dân tỉnh   | 9/2015-10/2015                                 |                  | Ủy viên Trung ương Đảng từ 1/2016 |
| 41  | Nghệ An                              | XVIII                         | Hồ Đức Phớc          |                                 | Bí thư tỉnh ủy                                 | 10/2015-4/2016   | Ủy viên Trung ương Đảng từ 1/2016 |
| 41  | Nghệ An                              | XVIII                         | Hồ Đức Phớc          | Chủ tịch Hội đồng Nhân dân tỉnh | 10/2015-6/2016                                 |                  | Ủy viên Trung ương Đảng từ 1/2016 |
| 41  | Nghệ An                              | XVIII                         | Nguyễn Đắc Vinh      |                                 | Bí thư tỉnh ủy                                 | 4/2016-1/2020    |                                   |
| 41  | Nghệ An                              | XVIII                         | Thái Thanh Quý       |                                 | Bí thư tỉnh ủy                                 | 1/2020-nay       |                                   |
| 42  | Ninh Bình                            | XXI                           | Nguyễn Thị Thanh     |                                 | Bí thư tỉnh ủy                                 | 10/2015-4/2020   | Ủy viên Trung ương Đảng từ 1/2016 |
| 42  | Ninh Bình                            | XXI                           | Nguyễn Thị Thanh     |                                 | Bí thư tỉnh ủy                                 | 10/2015-4/2020   | Ủy viên Trung ương Đảng từ 1/2016 |
| 42  | Ninh Bình                            | XXI                           | Nguyễn Thị Thu Hà    |                                 | Bí thư tỉnh ủy                                 | 4/2020-nay       |                                   |
| 43  | Ninh Thuận                           | XIII                          | Nguyễn Đức Thanh     |                                 | Bí thư tỉnh ủy Chủ tịch Hội đồng Nhân dân tỉnh | 9/2015-nay       | Ủy viên Trung ương Đảng từ 1/2016 |
| 44  | Phú Thọ                              | XVIII                         | Hoàng Dân Mạc        |                                 | Bí thư tỉnh ủy Chủ tịch Hội đồng Nhân dân tỉnh | 9/2015-3/2019    |                                   |
| 44  | Phú Thọ                              | XVIII                         | Bùi Minh Châu        |                                 | Bí thư tỉnh ủy                                 | 3/2019-nay       |                                   |
| 45  | Phú Yên                              | XVI                           | Huỳnh Tấn Việt       |                                 | Bí thư tỉnh ủy Chủ tịch Hội đồng Nhân dân tỉnh | 10/2015-nay      | Ủy viên Trung ương Đảng từ 1/2016 |
| 46  | Quảng Bình                           | XVI                           | Hoàng Đăng Quang     |                                 | Bí thư tỉnh ủy Chủ tịch Hội đồng Nhân dân tỉnh | 10/2015-nay      | Ủy viên Trung ương Đảng từ 1/2016 |
| 47  | Quảng Nam                            | XXI                           | Nguyễn Ngọc Quang    |                                 | Bí thư tỉnh ủy Chủ tịch Hội đồng Nhân dân tỉnh | 10/2015-1/2019   |                                   |
| 47  | Quảng Nam                            | XXI                           | Phan Việt Cường      |                                 | Bí thư tỉnh ủy                                 | 1/2019-nay       |                                   |
| 48  | Quảng Ngãi                           | XIX                           | Lê Viết Chữ          |                                 | Bí thư tỉnh ủy                                 | 10/2015-nay      | Ủy viên Trung ương Đảng từ 1/2016 |
| 49  | Quảng Ninh                           | XIV                           | Nguyễn Văn Đọc       |                                 | Bí thư tỉnh ủy Chủ tịch Hội đồng Nhân dân tỉnh | 10/2015-9/2019   |                                   |
| 49  | Quảng Ninh                           | XIV                           | Nguyễn Xuân Ký       |                                 | Bí thư tỉnh ủy Chủ tịch Hội đồng Nhân dân tỉnh | 9/2019-nay       |                                   |
| 50  | Quảng Trị                            | XVI                           | Nguyễn Văn Hùng      |                                 | Bí thư tỉnh ủy                                 | 10/2015-nay      | Ủy viên Trung ương Đảng từ 1/2016 |
| 50  | Quảng Trị                            | XVI                           | Nguyễn Văn Hùng      | Chủ tịch Hội đồng Nhân dân tỉnh | 6/2016-nay                                     |                  | Ủy viên Trung ương Đảng từ 1/2016 |
| 51  | Sóc Trăng                            | XVIII                         | Nguyễn Văn Thể       |                                 | Bí thư tỉnh ủy                                 | 10/2015-10/2017  | Ủy viên Trung ương Đảng từ 1/2016 |
| 51  | Sóc Trăng                            | XVIII                         | Nguyễn Văn Thể       |                                 | Bí thư tỉnh ủy                                 | 10/2015-10/2017  | Ủy viên Trung ương Đảng từ 1/2016 |
| 51  | Sóc Trăng                            | XVIII                         | Phan Văn Sáu         |                                 | Bí thư tỉnh ủy                                 | 10/2017-nay      |                                   |
| 52  | Sơn La                               | XIV                           | Hoàng Văn Chất       |                                 | Bí thư tỉnh ủy Chủ tịch Hội đồng Nhân dân tỉnh | 10/2015-9/2019   |                                   |
| 52  | Sơn La                               | XIV                           | Nguyễn Hữu Đông      |                                 | Bí thư tỉnh ủy                                 | 9/2019-nay       |                                   |
| 53  | Tây Ninh                             | X                             | Trần Lưu Quang       |                                 | Bí thư tỉnh ủy                                 | 10/2015-2/2019   | Ủy viên Trung ương Đảng từ 1/2016 |
| 53  | Tây Ninh                             | X                             | Trần Lưu Quang       |                                 | Bí thư tỉnh ủy                                 | 10/2015-2/2019   | Ủy viên Trung ương Đảng từ 1/2016 |
| 53  | Tây Ninh                             | X                             | Phạm Viết Thanh      |                                 | Bí thư tỉnh ủy                                 | 2/2019-nay       |                                   |
| 54  | Thái Bình                            | XIX                           | Phạm Văn Sinh        |                                 | Bí thư tỉnh ủy                                 | 10/2015-4/2018   |                                   |
| 54  | Thái Bình                            | XIX                           | Phạm Văn Sinh        | Chủ tịch Hội đồng Nhân dân tỉnh | 10/2015-12/2015                                |                  |                                   |
| 54  | Thái Bình                            | XIX                           | Nguyễn Hồng Diên     |                                 | Bí thư tỉnh ủy                                 | 4/2018-5/2020    |                                   |
| 54  | Thái Bình                            | XIX                           | Nguyễn Hồng Diên     | Chủ tịch Ủy ban Nhân dân tỉnh   | 4/2018-7/2018                                  |                  |                                   |
| 54  | Thái Bình                            | XIX                           | Nguyễn Hồng Diên     | Chủ tịch Hội đồng Nhân dân tỉnh | 7/2018-nay                                     |                  |                                   |
| 54  | Thái Bình                            | XIX                           | Ngô Đông Hải         |                                 | Bí thư tỉnh ủy                                 | 6/2020-nay       |                                   |
| 55  | Thái Nguyên                          | XIX                           | Trần Quốc Tỏ         |                                 | Bí thư tỉnh ủy                                 | 10/2015-5/2020   | Ủy viên Trung ương Đảng từ 1/2016 |
| 55  | Thái Nguyên                          | XIX                           | Nguyễn Thanh Hải     |                                 | Bí thư tỉnh ủy                                 | 5/2020-nay       |                                   |
| 56  | Thanh Hóa                            | XVIII                         | Trịnh Văn Chiến      |                                 | Bí thư tỉnh ủy Chủ tịch Hội đồng Nhân dân tỉnh | 10/2015-nay      | Ủy viên Trung ương Đảng từ 1/2016 |
| 57  | Thừa Thiên - Huế                     | XV                            | Lê Trường Lưu        |                                 | Bí thư tỉnh ủy Chủ tịch Hội đồng Nhân dân tỉnh | 10/2015-nay      | Ủy viên Trung ương Đảng từ 1/2016 |
| 58  | Tiền Giang                           | X                             | Nguyễn Văn Danh      |                                 | Bí thư tỉnh ủy Chủ tịch Hội đồng Nhân dân tỉnh | 10/2015-nay      | Ủy viên Trung ương Đảng từ 1/2016 |
| 59  | Trà Vinh                             | X                             | Trần Trí Dũng        |                                 | Bí thư tỉnh ủy                                 | 10/2015-nay      |                                   |
| 59  | Trà Vinh                             | X                             | Trần Trí Dũng        | Chủ tịch Hội đồng Nhân dân tỉnh | 6/2016-nay                                     |                  |                                   |
| 60  | Tuyên Quang                          | XVI                           | Chẩu Văn Lâm         |                                 | Bí thư tỉnh ủy                                 | 10/2015-nay      | Ủy viên Trung ương Đảng từ 1/2016 |
| 60  | Tuyên Quang                          | XVI                           | Chẩu Văn Lâm         | Chủ tịch Hội đồng Nhân dân tỉnh | 10/2015-6/2016                                 |                  | Ủy viên Trung ương Đảng từ 1/2016 |
| 61  | Vĩnh Long                            | X                             | Trần Văn Rón         |                                 | Bí thư tỉnh ủy                                 | 10/2015-nay      | Ủy viên Trung ương Đảng từ 1/2016 |
| 62  | Vĩnh Phúc                            | XVI                           | Hoàng Thị Thúy Lan   |                                 | Bí thư tỉnh ủy Chủ tịch Hội đồng Nhân dân tỉnh | 10/2015-nay      | Ủy viên Trung ương Đảng từ 1/2016 |
| 63  | Yên Bái                              | XVIII                         | Phạm Duy Cường       |                                 | Bí thư tỉnh ủy                                 | 10/2015-9/2016   |                                   |
| 63  | Yên Bái                              | XVIII                         | Phạm Thị Thanh Trà   |                                 | Bí thư tỉnh ủy                                 | 9/2016-nay       |                                   |
| 63  | Yên Bái                              | XVIII                         | Phạm Thị Thanh Trà   | Chủ tịch Ủy ban nhân dân tỉnh   | 9/2016-2/2017                                  |                  |                                   |
| 63  | Yên Bái                              | XVIII                         | Phạm Thị Thanh Trà   | Chủ tịch Hội đồng nhân dân tỉnh | 2/2017-nay                                     |                  |                                   |

## Phó Bí thư tỉnh ủy
| STT | Tỉnh Thành phố trực thuộc Trung ương | Đại hội Đại biểu Đảng bộ Khóa | Phó bí thư                   | Chức vụ hiện nay                                 | Chức vụ hiện nay                                               | Chức vụ hiện nay | Ghi chú                                                                    |
| STT | Tỉnh Thành phố trực thuộc Trung ương | Đại hội Đại biểu Đảng bộ Khóa | Phó bí thư                   | Chức vụ                                          | Chức vụ                                                        | Nhiệm kỳ         | Ghi chú                                                                    |
| --- | ------------------------------------ | ----------------------------- | ---------------------------- | ------------------------------------------------ | -------------------------------------------------------------- | ---------------- | -------------------------------------------------------------------------- |
| 1   | An Giang                             | X                             | Võ Anh Kiệt                  |                                                  | Phó Bí thư thường trực tỉnh ủy                                 | 10/2015-nay      |                                                                            |
| 1   | An Giang                             | X                             | Võ Anh Kiệt                  | Phó Chủ tịch Ủy ban Nhân dân tỉnh                | 10/2015-3/2016                                                 |                  |                                                                            |
| 1   | An Giang                             | X                             | Võ Anh Kiệt                  | Chủ tịch Hội đồng Nhân dân tỉnh                  | 3/2016-nay                                                     |                  |                                                                            |
| 1   | An Giang                             | X                             | Vương Bình Thạnh             |                                                  | Phó Bí thư tỉnh ủy Chủ tịch Ủy ban nhân dân tỉnh               | 10/2015-nay      |                                                                            |
| 2   | Bà Rịa – Vũng Tàu                    | VI                            | Nguyễn Thị Yến               |                                                  | Phó Bí thư thường trực tỉnh ủy                                 | 10/2015-nay      |                                                                            |
| 2   | Bà Rịa – Vũng Tàu                    | VI                            | Nguyễn Văn Trình             |                                                  | Phó Bí thư tỉnh ủy Chủ tịch Ủy ban nhân dân tỉnh               | 10/2015-12/2019  |                                                                            |
| 2   | Bà Rịa – Vũng Tàu                    | VI                            | Nguyễn Văn Thọ               |                                                  | Phó Bí thư tỉnh ủy Chủ tịch Ủy ban nhân dân tỉnh               | 12/2019-nay      |                                                                            |
| 3   | Bạc Liêu                             | XV                            | Lê Thị Ái Nam                |                                                  | Phó Bí thư thường trực tỉnh ủy                                 | 10/2015-nay      |                                                                            |
| 3   | Bạc Liêu                             | XV                            | Lê Thị Ái Nam                | Phó Chủ tịch Ủy ban Nhân dân tỉnh                | 10/2015-12/2015                                                |                  |                                                                            |
| 3   | Bạc Liêu                             | XV                            | Lê Thị Ái Nam                | Chủ tịch Hội đồng Nhân dân tỉnh                  | 12/2015-nay                                                    |                  |                                                                            |
| 3   | Bạc Liêu                             | XV                            | Dương Thành Trung            |                                                  | Phó bí thư tỉnh ủy                                             | 10/2015-nay      |                                                                            |
| 3   | Bạc Liêu                             | XV                            | Dương Thành Trung            | Chủ tịch Ủy ban Nhân dân tỉnh                    | 12/2015-nay                                                    |                  |                                                                            |
| 4   | Bắc Kạn                              | XI                            | Nguyễn Hoàng Hiệp            |                                                  | Phó Bí thư Thường trực                                         | 10/2015-nay      |                                                                            |
| 4   | Bắc Kạn                              | XI                            | Lý Thái Hải                  |                                                  | Phó Bí thư tỉnh ủy Chủ tịch Ủy ban Nhân dân tỉnh               | 10/2015-nay      |                                                                            |
| 4   | Bắc Kạn                              | XI                            | Hoàng Duy Chinh              |                                                  | Phó Bí thư tỉnh ủy                                             | 10/2015-nay      |                                                                            |
| 4   | Bắc Kạn                              | XI                            | Hoàng Duy Chinh              | Phó Chủ tịch Ủy ban Nhân dân tỉnh                | 10/2015-12/2015                                                |                  |                                                                            |
| 5   | Bắc Giang                            | XVIII                         | Thân Văn Khoa                |                                                  | Phó Bí thư Thường trực Chủ tịch Hội đồng Nhân dân tỉnh         | 12/2015-8/2018   |                                                                            |
| 5   | Bắc Giang                            | XVIII                         | Nguyễn Văn Linh              |                                                  | Phó Bí thư tỉnh ủy Chủ tịch Ủy ban Nhân dân tỉnh               | 10/2015-10/2019  |                                                                            |
| 5   | Bắc Giang                            | XVIII                         | Lê Thị Thu Hồng              |                                                  | Phó Bí thư thường trực tỉnh ủy                                 | 1/2019-nay       |                                                                            |
| 5   | Bắc Giang                            | XVIII                         | Dương Văn Thái (chính khách) |                                                  | Phó Bí thư tỉnh ủy Chủ tịch Ủy ban Nhân dân tỉnh               | 10/2019-nay      |                                                                            |
| 6   | Bắc Ninh                             | XIX                           | Nguyễn Hữu Quất              |                                                  | Phó Bí thư Thường trực                                         | 10/2015-nay      |                                                                            |
| 6   | Nguyễn Tử Quỳnh                      | XIX                           |                              | Phó Bí thư tỉnh ủy Chủ tịch Ủy ban Nhân dân tỉnh | 10/2015-10/2019                                                |                  |                                                                            |
| 6   | Nguyễn Hương Giang                   | XIX                           |                              | Phó Bí thư tỉnh ủy Chủ tịch Ủy ban Nhân dân tỉnh | 11/2019-nay                                                    |                  |                                                                            |
| 6   | Đào Hồng Lan                         | XIX                           |                              | Phó Bí thư tỉnh ủy                               | 3/2018-nay                                                     |                  |                                                                            |
| 6   | Nguyễn Thị Hà                        | XIX                           |                              | Phó Bí thư tỉnh ủy                               | 10/2015-3/2018                                                 |                  |                                                                            |
| 7   | Bến Tre                              | X                             | Phan Văn Mãi                 |                                                  | Phó Bí thư thường trực Tỉnh ủy                                 | 10/2015-7/2019   | Trở thành Bí thư Tỉnh ủy                                                   |
| 7   | Bến Tre                              | X                             | Cao Văn Trọng                |                                                  | Phó Bí thư tỉnh ủy Chủ tịch Ủy ban Nhân dân tỉnh               | 10/2015-nay      |                                                                            |
| 7   | Bến Tre                              | X                             | Trần Ngọc Tam                |                                                  | Phó Bí thư tỉnh ủy                                             | 10/2015-nay      |                                                                            |
| 8   | Bình Dương                           | X                             | Phạm Văn Cành                |                                                  | Phó Bí thư thường trực Chủ tịch Hội đồng Nhân dân tỉnh         | 10/2015-12/2018  | Nghỉ hưu                                                                   |
| 8   | Bình Dương                           | X                             | Trần Thanh Liêm              |                                                  | Phó bí thư Tỉnh ủy                                             | 10/2015-nay      |                                                                            |
| 8   | Bình Dương                           | X                             | Trần Thanh Liêm              | Chủ tịch Ủy ban Nhân dân tỉnh                    | 12/2015-nay                                                    |                  |                                                                            |
| 8   | Bình Dương                           | X                             | Nguyễn Hữu Từ                |                                                  | Phó bí thư Tỉnh ủy                                             | 10/2015-11/2018  | Mất khi đang tại nhiệm                                                     |
| 8   | Bình Dương                           | X                             | Nguyễn Hoàng Thao            |                                                  | Phó bí thư Tỉnh ủy                                             | 3/2019-nay       |                                                                            |
| 9   | Bình Định                            | XIX                           | Lê Kim Toàn                  |                                                  | Phó Bí thư Thường trực                                         | 10/2015-nay      |                                                                            |
| 9   | Bình Định                            | XIX                           | Hồ Quốc Dũng                 |                                                  | Phó bí thư tỉnh ủy Chủ tịch Ủy ban Nhân dân tỉnh               | 10/2015-nay      |                                                                            |
| 10  | Bình Phước                           | X                             | Nguyễn Văn Trăm              |                                                  | Phó bí thư tỉnh ủy Chủ tịch Ủy ban Nhân dân tỉnh               | 10/2015-12/2019  | Nghỉ hưu                                                                   |
| 10  | Bình Phước                           | X                             | Lê Văn Châu                  |                                                  | Phó bí thư tỉnh ủy                                             | 10/2015-9/2018   | Điều động làm Phó Bí thư Đảng ủy Khối Doanh nghiệp Trung ương              |
| 10  | Bình Phước                           | X                             | Trần Tuệ Hiền                |                                                  | Phó bí thư thường trực tỉnh ủy                                 | 10/2015-nay      |                                                                            |
| 10  | Bình Phước                           | X                             | Trần Tuệ Hiền                | Chủ tịch Hội đồng Nhân dân tỉnh                  | 6/2016-3/2020                                                  |                  |                                                                            |
| 10  | Bình Phước                           | X                             | Trần Tuệ Hiền                | Chủ tịch Ủy ban Nhân dân tỉnh                    | 12/2019-nay                                                    |                  |                                                                            |
| 10  | Bình Phước                           | X                             | Huỳnh Thị Hằng               |                                                  | Phó bí thư thường trực tỉnh ủy Chủ tịch Hội đồng Nhân dân tỉnh | 3/2020-nay       |                                                                            |
| 11  | Bình Thuận                           | XIII                          | Nguyễn Ngọc Hai              |                                                  | Phó bí thư tỉnh ủy Chủ tịch Ủy ban Nhân dân tỉnh               | 10/2015-nay      |                                                                            |
| 11  | Bình Thuận                           | XIII                          | Dương Văn An                 |                                                  | Phó bí thư tỉnh ủy                                             | 10/2015-nay      |                                                                            |
| 11  | Bình Thuận                           | XIII                          | Huỳnh Thanh Cảnh             |                                                  | Phó bí thư tỉnh ủy                                             | 10/2015-nay      |                                                                            |
| 12  | Cà Mau                               | XV                            | Nguyễn Tiến Hải              |                                                  | Phó bí thư tỉnh ủy Chủ tịch Ủy ban Nhân dân tỉnh               | 10/2015-nay      |                                                                            |
| 12  | Cà Mau                               | XV                            | Phạm Bạch Đằng               |                                                  | Phó Bí thư Thường trực Tỉnh ủy                                 | 10/2015-nay      |                                                                            |
| 13  | Cao Bằng                             | XVIII                         | Hoàng Xuân Ánh               |                                                  | Phó bí thư tỉnh ủy Chủ tịch Ủy ban Nhân dân tỉnh               | 10/2015-nay      |                                                                            |
| 13  | Cao Bằng                             | XVIII                         | Đàm Văn Eng                  |                                                  | Phó Bí thư Tỉnh ủy                                             | 10/2015-nay      | Nghỉ hưu                                                                   |
| 13  | Cao Bằng                             | XVIII                         | Đàm Văn Eng                  | Phó Chủ tịch Ủy ban Nhân dân tỉnh                | 10/2015-4/2016                                                 |                  | Nghỉ hưu                                                                   |
| 13  | Cao Bằng                             | XVIII                         | Đàm Văn Eng                  | Chủ tịch Hội đồng nhân dân tỉnh                  | 7/2016-3/2020                                                  |                  | Nghỉ hưu                                                                   |
| 13  | Cao Bằng                             | XVIII                         | Triệu Đình Lê                |                                                  | Phó Bí thư Thường trực tỉnh ủy                                 | 10/2015-nay      |                                                                            |
| 14  | Cần Thơ                              | XIII                          | Phạm Gia Túc                 |                                                  | Phó Bí thư Thành ủy                                            | 9/2015-12/2017   | Điều động làm Phó trưởng ban Nội chính trung ương                          |
| 14  | Cần Thơ                              | XIII                          | Võ Thành Thống               |                                                  | Phó bí thư thành ủy                                            | 9/2015-5/2019    | Điều động làm Thứ trưởng Bộ Kế hoạch và Đầu tư                             |
| 14  | Cần Thơ                              | XIII                          | Võ Thành Thống               | Chủ tịch Ủy ban Nhân dân thành phố               | 11/2015-5/2019                                                 |                  | Điều động làm Thứ trưởng Bộ Kế hoạch và Đầu tư                             |
| 14  | Cần Thơ                              | XIII                          | Phạm Văn Hiểu                |                                                  | Phó Bí thư thành ủy Chủ tịch Hội đồng Nhân dân thành phố       | 9/2015-nay       |                                                                            |
| 14  | Cần Thơ                              | XIII                          | Lê Quang Mạnh                |                                                  | Phó Bí thư thành ủy Chủ tịch Ủy ban Nhân dân thành phố         | 6/2019-nay       |                                                                            |
| 15  | Đà Nẵng                              | XXI                           | Võ Công Trí                  |                                                  | Phó Bí thư Thường trực thành ủy                                | 10/2015-12/2019  | Nghỉ hưu                                                                   |
| 15  | Đà Nẵng                              | XXI                           | Huỳnh Đức Thơ                |                                                  | Phó Bí thư thành ủy Chủ tịch Ủy ban Nhân dân thành phố         | 10/2015-nay      |                                                                            |
| 15  | Đà Nẵng                              | XXI                           | Nguyễn Văn Quảng             |                                                  | Phó Bí thư Thường trực thành ủy                                | 12/2019-nay      |                                                                            |
| 16  | Đắk Lắk                              | XVI                           | Y Biêr Niê                   |                                                  | Bí thư Thị ủy Buôn Hồ                                          | 10/2015-12/2015  |                                                                            |
| 16  | Đắk Lắk                              | XVI                           | Y Biêr Niê                   | Phó bí thư tỉnh ủy                               | 10/2015-nay                                                    |                  |                                                                            |
| 16  | Đắk Lắk                              | XVI                           | Y Biêr Niê                   | Chủ tịch Hội đồng Nhân dân tỉnh                  | 12/2015-nay                                                    |                  |                                                                            |
| 16  | Đắk Lắk                              | XVI                           | Phạm Ngọc Nghị               |                                                  | Phó bí thư tỉnh ủy Chủ tịch Ủy ban Nhân dân tỉnh               | 10/2015-nay      |                                                                            |
| 16  | Đắk Lắk                              | XVI                           | Phạm Minh Tấn                |                                                  | Phó Bí thư tỉnh ủy                                             | 10/2015-nay      |                                                                            |
| 16  | Đắk Lắk                              | XVI                           | Trần Quốc Cường              |                                                  | Phó Bí thư tỉnh ủy                                             | 12/2015-nay      | Điều động từ Ban Chỉ đạo Tây Nguyên                                        |
| 17  | Đắk Nông                             | XI                            | Nguyễn Bốn                   |                                                  | Phó Bí thư Tỉnh ủy                                             | 9/2015-nay       |                                                                            |
| 17  | Đắk Nông                             | XI                            | Nguyễn Bốn                   | Phó Chủ tịch Ủy ban Nhân dân tỉnh                | 9/2015-12/2015                                                 |                  |                                                                            |
| 17  | Đắk Nông                             | XI                            | Nguyễn Bốn                   | Chủ tịch Ủy ban Nhân dân tỉnh                    | 12/2015-nay                                                    |                  |                                                                            |
| 17  | Đắk Nông                             | XI                            | Ngô Thanh Danh               |                                                  | Phó Bí thư Thường trực Tỉnh ủy                                 | 9/2015-nay       |                                                                            |
| 17  | Đắk Nông                             | XI                            | Điểu K'Ré                    |                                                  | Phó Bí thư Tỉnh ủy Chủ tịch Hội đồng Nhân dân tỉnh             | 9/2015-6/2016    | Điều động làm Phó Trưởng ban Thường trực Ban chỉ đạo Tây Nguyên            |
| 17  | Đắk Nông                             | XI                            | Nguyễn Đình Trung            |                                                  | Phó Bí thư Tỉnh ủy                                             | 9/2018-nay       |                                                                            |
| 18  | Đồng Nai                             | X                             | Trần Văn Tư                  |                                                  | Phó Bí thư Tỉnh ủy Chủ tịch Hội đồng Nhân dân tỉnh             | 9/2015-9/2018    | Nghỉ hưu                                                                   |
| 18  | Đồng Nai                             | X                             | Đinh Quốc Thái               |                                                  | Phó Bí thư Tỉnh ủy Chủ tịch Ủy ban Nhân dân tỉnh               | 9/2015-8/2019    | Nghỉ hưu                                                                   |
| 18  | Đồng Nai                             | X                             | Phan Thị Mỹ Thanh            |                                                  | Phó Bí thư Thường trực tỉnh ủy                                 | 9/2015-4/2018    | Miễn nhiệm do sai phạm kỷ luật                                             |
| 18  | Đồng Nai                             | X                             | Cao Tiến Dũng                |                                                  | Phó Bí thư tỉnh ủy Chủ tịch Ủy ban nhân dân tỉnh               | 8/2019-nay       |                                                                            |
| 18  | Đồng Nai                             | X                             | Hồ Thanh Sơn                 |                                                  | Phó Bí thư tỉnh ủy                                             | 3/2019-nay       |                                                                            |
| 19  | Đồng Tháp                            | X                             | Nguyễn Văn Dương             |                                                  | Phó Bí thư tỉnh ủy Chủ tịch Ủy ban Nhân dân tỉnh               | 9/2015-nay       |                                                                            |
| 19  | Đồng Tháp                            | X                             | Nguyễn Tôn Hoàng             |                                                  | Phó Bí thường trực Tỉnh ủy                                     | 9/2015-nay       |                                                                            |
| 20  | Điện Biên                            | XIII                          | Mùa A Sơn                    |                                                  | Phó Bí thư tỉnh ủy Chủ tịch Ủy ban Nhân dân tỉnh               | 9/2015-nay       |                                                                            |
| 20  | Điện Biên                            | XIII                          | Lâm Văn Năm                  |                                                  | Phó Bí thư thường trực tỉnh ủy                                 | 9/2015-nay       |                                                                            |
| 20  | Điện Biên                            | XIII                          | Lò Văn Muôn                  |                                                  | Phó Bí thư tỉnh ủy                                             | 9/2015-nay       |                                                                            |
| 20  | Điện Biên                            | XIII                          | Lò Văn Muôn                  | Chủ tịch Hội đồng Nhân dân tỉnh                  | 6/2016-nay                                                     |                  |                                                                            |
| 21  | Gia Lai                              | XV                            | Hồ Văn Niên                  |                                                  | Phó Bí thư Thường trực Tỉnh ủy                                 | 9/2015-nay       |                                                                            |
| 21  | Gia Lai                              | XV                            | Võ Ngọc Thành                |                                                  | Phó Bí thư tỉnh ủy Chủ tịch Ủy ban Nhân dân tỉnh               | 9/2015-nay       |                                                                            |
| 21  | Gia Lai                              | XV                            | Châu Ngọc Tuấn               |                                                  | Phó Bí thư tỉnh ủy                                             | 9/2015-nay       |                                                                            |
| 22  | Hà Giang                             | XVI                           | Nguyễn Đình Khang            |                                                  | Phó Bí thư Tỉnh ủy                                             | 9/2015-nay       |                                                                            |
| 22  | Hà Giang                             | XVI                           | Nguyễn Văn Sơn               |                                                  | Phó Bí thư tỉnh ủy                                             | 9/2015-nay       |                                                                            |
| 22  | Hà Giang                             | XVI                           | Nguyễn Văn Sơn               | Chủ tịch Ủy ban Nhân dân tỉnh                    | 12/2015-nay                                                    |                  |                                                                            |
| 22  | Hà Giang                             | XVI                           | Thào Hồng Sơn                |                                                  | Phó Bí thư Thường trực Tỉnh ủy                                 | 9/2015-nay       |                                                                            |
| 22  | Hà Giang                             | XVI                           | Thào Hồng Sơn                | Chủ tịch Hội đồng Nhân dân tỉnh                  | 6/2016-nay                                                     |                  |                                                                            |
| 23  | Hà Nam                               | XIX                           | Nguyễn Xuân Đông             |                                                  | Phó Bí thư tỉnh ủy Chủ tịch Ủy ban Nhân dân tỉnh               | 9/2015-nay       |                                                                            |
| 23  | Hà Nam                               | XIX                           | Phạm Sỹ Lợi                  |                                                  | Phó Bí thư thường trực tỉnh ủy Chủ tịch Ủy ban Nhân dân tỉnh   | 7/2016-nay       |                                                                            |
| 24  | Hà Nội                               | XVI                           | Ngô Thị Thanh Hằng           |                                                  | Phó Bí thư Thường trực                                         | 11/2015-nay      |                                                                            |
| 24  | Hà Nội                               | XVI                           | Nguyễn Thị Bích Ngọc         |                                                  | Phó Bí thư thành ủy Chủ tịch Ủy ban Hội đồng thành phố         | 11/2015-nay      |                                                                            |
| 24  | Hà Nội                               | XVI                           | Nguyễn Đức Chung             |                                                  | Phó Bí thư Thành ủy                                            | 11/2015-nay      |                                                                            |
| 24  | Hà Nội                               | XVI                           | Nguyễn Đức Chung             | Chủ tịch Ủy ban Nhân dân thành phố               | 12/2015-nay                                                    |                  |                                                                            |
| 24  | Hà Nội                               | XVI                           | Đào Đức Toàn                 |                                                  | Phó Bí thư Thành ủy                                            | 11/2015-nay      |                                                                            |
| 25  | Hà Tĩnh                              | XVIII                         | Trần Nam Hồng                |                                                  | Phó Bí thư Thường trực                                         | 9/2015-2/2019    | Nghỉ hưu                                                                   |
| 25  | Hà Tĩnh                              | XVIII                         | Đặng Quốc Khánh              |                                                  | Phó Bí thư tỉnh ủy Chủ tịch Ủy ban Nhân dân tỉnh               | 4/2016-7/2019    | Điều động làm Bí thư tỉnh ủy Hà Giang                                      |
| 25  | Hà Tĩnh                              | XVIII                         | Hoàng Trung Dũng             |                                                  | Phó Bí thư Thường trực                                         | 2/2019-nay       |                                                                            |
| 25  | Hà Tĩnh                              | XVIII                         | Trần Tiến Hưng               |                                                  | Phó Bí thư tỉnh ủy Chủ tịch Ủy ban Nhân dân tỉnh               | 7/2019-nay       |                                                                            |
| 26  | Hải Dương                            | XVI                           | Vũ Văn Sơn                   |                                                  | Phó Bí thư Thường trực tỉnh ủy                                 | 9/2015-5/2019    | Nghỉ hưu                                                                   |
| 26  | Hải Dương                            | XVI                           | Nguyễn Dương Thái            |                                                  | Phó bí thư tỉnh ủy                                             | 9/2015-nay       |                                                                            |
| 26  | Hải Dương                            | XVI                           | Nguyễn Dương Thái            | Chủ tịch Ủy ban nhân dân tỉnh                    | 12/2015-nay                                                    |                  |                                                                            |
| 26  | Hải Dương                            | XVI                           | Phạm Xuân Thăng              |                                                  | Phó Bí thư Thường trực Tỉnh ủy                                 | 11/2019-nay      |                                                                            |
| 26  | Hải Dương                            | XVI                           | Triệu Thế Hùng               |                                                  | Phó Bí thư Tỉnh ủy                                             | 5/2020-nay       |                                                                            |
| 27  | Hải Phòng                            | XV                            | Nguyễn Thị Nghĩa             |                                                  | Phó Bí thư Thường trực Thành ủy                                | 10/2015-nay      |                                                                            |
| 27  | Hải Phòng                            | XV                            | Nguyễn Văn Tùng              |                                                  | Phó Bí thư thành ủy Chủ tịch Ủy ban Nhân dân thành phố         | 6/2016-nay       |                                                                            |
| 28  | Hậu Giang                            | XIII                          | Huỳnh Thanh Tạo              |                                                  | Phó Bí thư Thường trực tỉnh ủy Chủ tịch Hội đồng Nhân dân tỉnh | 10/2015-nay      |                                                                            |
| 28  | Hậu Giang                            | XIII                          | Đặng Thế Vinh                |                                                  | Phó Bí thư Tỉnh ủy                                             | 10/2015-10/2017  | Điều chuyển làm Phó Tổng Kiểm toán Nhà nước Việt Nam                       |
| 28  | Hậu Giang                            | XIII                          | Lữ Văn Hùng                  |                                                  | Phó Bí thư tỉnh ủy                                             | 10/2015-1/2018   | Trở thành Bí thư Tỉnh ủy                                                   |
| 28  | Hậu Giang                            | XIII                          | Lữ Văn Hùng                  | Chủ tịch Ủy ban nhân dân tỉnh Hậu Giang          | 12/2015-4/2018                                                 |                  | Trở thành Bí thư Tỉnh ủy                                                   |
| 28  | Hậu Giang                            | XIII                          | Lê Tiến Châu                 |                                                  | Phó Bí thư Thường trực tỉnh ủy Chủ tịch Ủy ban Nhân dân tỉnh   | 4/2018-nay       |                                                                            |
| 29  | Hòa Bình                             | XVI                           | Trần Đăng Ninh               |                                                  | Phó Bí thư Thường trực tỉnh ủy Chủ tịch Hội đồng Nhân dân tỉnh | 9/2015-nay       |                                                                            |
| 29  | Hòa Bình                             | XVI                           | Nguyễn Văn Quang             |                                                  | Phó Bí thư tỉnh ủy Chủ tịch Ủy ban Nhân dân tỉnh               | 9/2015-7/2019    |                                                                            |
| 29  | Hòa Bình                             | XVI                           | Bùi Văn Khánh                |                                                  | Phó Bí thư tỉnh ủy Chủ tịch Ủy ban Nhân dân tỉnh               | 7/2019-nay       |                                                                            |
| 29  | Hòa Bình                             | XVI                           | Ngô Văn Tuấn                 |                                                  | Phó Bí thư tỉnh ủy                                             | 7/2019-nay       |                                                                            |
| 30  | Hưng Yên                             | XVIII                         | Nguyễn Văn Phóng             |                                                  | Phó Bí thư tỉnh ủy Chủ tịch Ủy ban Nhân dân tỉnh               | 10/2015-nay      |                                                                            |
| 30  | Hưng Yên                             | XVIII                         | Đỗ Xuân Tuyên                |                                                  | Phó Bí thư thường trực tỉnh ủy                                 | 11/2015-12/2019  | Điều động làm Thứ trưởng Bộ Y tế                                           |
| 30  | Hưng Yên                             | XVIII                         | Đỗ Xuân Tuyên                | Chủ tịch Hội đồng Nhân dân tỉnh                  | 6/2016-12/2019                                                 |                  | Điều động làm Thứ trưởng Bộ Y tế                                           |
| 30  | Hưng Yên                             | XVIII                         | Nguyễn Duy Hưng              |                                                  | Phó Bí thư thường trực tỉnh ủy                                 | 2/2020-nay       |                                                                            |
| 31  | Thành phố Hồ Chí Minh                | X                             | Tất Thành Cang               |                                                  | Phó Bí thư Thường trực Thành ủy                                | 10/2015-12/2018  | Miễn nhiệm                                                                 |
| 31  | Thành phố Hồ Chí Minh                | X                             | Nguyễn Thị Quyết Tâm         |                                                  | Phó bí thư Thành ủy Chủ tịch Hội đồng nhân dân Thành phố       | 10/2015-12/2018  | Nghỉ hưu từ 1/1/2019                                                       |
| 31  | Thành phố Hồ Chí Minh                | X                             | Nguyễn Thị Lệ                |                                                  | Phó bí thư Thành ủy Chủ tịch Hội đồng nhân dân Thành phố       | 04/2019-nay      |                                                                            |
| 31  | Thành phố Hồ Chí Minh                | X                             | Nguyễn Thành Phong           |                                                  | Chủ tịch Ủy ban nhân dân Thành phố                             | 12/2015-nay      |                                                                            |
| 31  | Thành phố Hồ Chí Minh                | X                             | Nguyễn Thành Phong           | Phó Bí thư thành ủy                              | 10/2015-nay                                                    |                  |                                                                            |
| 31  | Thành phố Hồ Chí Minh                | X                             | Võ Văn Thưởng                |                                                  | Phó Bí thư Thường trực Thành ủy                                | 10/2015-2/2016   | Ủy viên Bộ Chính trị từ tháng 1/2016                                       |
| 31  | Thành phố Hồ Chí Minh                | X                             | Võ Văn Thưởng                |                                                  | Phó Bí thư Thường trực Thành ủy                                | 10/2015-2/2016   | Ủy viên Bộ Chính trị từ tháng 1/2016                                       |
| 31  | Thành phố Hồ Chí Minh                | X                             | Võ Thị Dung                  |                                                  | Phó Bí thư Thành ủy                                            | 5/2016-nay       |                                                                            |
| 31  | Thành phố Hồ Chí Minh                | X                             | Trần Lưu Quang               |                                                  | Phó Bí thư Thường trực Thành ủy                                | 2/2019-nay       |                                                                            |
| 32  | Khánh Hòa                            | XVII                          | Nguyễn Tấn Tuân              |                                                  | Phó Bí thư Thường trực                                         | 9/2015-2/2020    | Nghỉ hưu                                                                   |
| 32  | Khánh Hòa                            | XVII                          | Nguyễn Tấn Tuân              | Chủ tịch Hội đồng nhân dân tỉnh                  | 6/2016-2/2020                                                  |                  | Nghỉ hưu                                                                   |
| 32  | Khánh Hòa                            | XVII                          | Lê Đức Vinh                  |                                                  | Phó Bí thư Tỉnh ủy                                             | 9/2015-nay       |                                                                            |
| 32  | Khánh Hòa                            | XVII                          | Lê Đức Vinh                  | Chủ tịch Ủy ban nhân dân tỉnh                    | 10/2015-nay                                                    |                  |                                                                            |
| 32  | Khánh Hòa                            | XVII                          | Nguyễn Khắc Toàn             |                                                  | Phó Bí thư thường trực tỉnh ủy                                 | 2/2020-nay       |                                                                            |
| 32  | Khánh Hòa                            | XVII                          | Hà Quốc Trị                  |                                                  | Phó Bí thư Tỉnh ủy                                             | 5/2020-nay       |                                                                            |
| 33  | Kiên Giang                           | X                             | Đặng Tuyết Em                |                                                  | Phó Bí thư Thường trực                                         | 10/2015-nay      |                                                                            |
| 33  | Kiên Giang                           | X                             | Đặng Tuyết Em                | Chủ tịch Hội đồng nhân dân tỉnh                  |                                                                | 10/2015-nay      |                                                                            |
| 33  | Kiên Giang                           | X                             | Phạm Vũ Hồng                 |                                                  | Phó Bí thư tỉnh ủy                                             | 10/2015-nay      |                                                                            |
| 33  | Kiên Giang                           | X                             | Phạm Vũ Hồng                 | Chủ tịch Ủy ban nhân dân tỉnh                    |                                                                | 10/2015-nay      |                                                                            |
| 34  | Kon Tum                              | XV                            | A Pớt                        |                                                  | Phó Bí thư Tỉnh ủy                                             | 7/2016-nay       |                                                                            |
| 34  | Kon Tum                              | XV                            | Nguyễn Văn Hòa               |                                                  | Phó Bí thư Tỉnh ủy Chủ tịch Ủy ban nhân dân tỉnh               | 7/2016-nay       |                                                                            |
| 34  | Kon Tum                              | XV                            | Y Mửi                        |                                                  | Phó Bí thư Thường trực                                         | 10/2015-1/2020   | Nghỉ hưu                                                                   |
| 34  | Kon Tum                              | XV                            | Đào Xuân Quý                 |                                                  | Phó Bí thư Tỉnh ủy                                             | 10/2015-10/2016  |                                                                            |
| 34  | Kon Tum                              | XV                            | Đào Xuân Quý                 | Chủ tịch Ủy ban nhân dân tỉnh                    | 10/2015-6/2016                                                 |                  |                                                                            |
| 34  | Kon Tum                              | XV                            | Lê Ngọc Tuấn                 |                                                  | Phó Bí thư Tỉnh ủy                                             | 5/2020-nay       |                                                                            |
| 35  | Lai Châu                             | XIII                          | Giàng Páo Mỷ                 |                                                  | Phó Bí thư Thường trực                                         | 10/2015-9/2018   | Làm Bí thư tỉnh ủy;Ủy viên Trung ương Đảng từ tháng 1/2016                 |
| 35  | Lai Châu                             | XIII                          | Đỗ Ngọc An                   |                                                  | Chủ tịch Ủy ban nhân dân tỉnh                                  | 10/2015-2/2019   | chuyển công tác                                                            |
| 35  | Lai Châu                             | XIII                          | Trần Tiến Dũng               |                                                  | Phó bí thư tỉnh ủy Chủ tịch Ủy ban nhân dân tỉnh               | 2/2019-nay       |                                                                            |
| 35  | Lai Châu                             | XIII                          | Vũ Văn Hoàn                  |                                                  | Phó bí thư tỉnh ủy                                             | 10/2015-nay      | Phó bí thư thường trực từ 9/2018                                           |
| 35  | Lai Châu                             | XIII                          | Vũ Văn Hoàn                  | Chủ tịch Hội đồng nhân dân tỉnh                  | 6/2016-nay                                                     |                  | Phó bí thư thường trực từ 9/2018                                           |
| 36  | Lạng Sơn                             | XVI                           | Hoàng Văn Nghiệm             |                                                  | Phó Bí thư Thường trực                                         | 10/2015-nay      |                                                                            |
| 36  | Lạng Sơn                             | XVI                           | Hoàng Văn Nghiệm             | Chủ tịch Hội đồng nhân dân tỉnh                  | 4/2016-nay                                                     |                  |                                                                            |
| 36  | Lạng Sơn                             | XVI                           | Phạm Ngọc Thưởng             |                                                  | Phó bí thư tỉnh ủy Chủ tịch Ủy ban nhân dân tỉnh               | 4/2016-2/2020    | Điều động làm Thứ trưởng Bộ Giáo dục và Đào tạo                            |
| 37  | Lào Cai                              | XV                            | Hà Thị Nga                   |                                                  | Phó Bí thư Thường trực                                         | 9/2015-5/2020    | Điều động làm Chủ tịch Hội Liên hiệp Phụ nữ Việt Nam                       |
| 37  | Lào Cai                              | XV                            | Đặng Xuân Phong              |                                                  | Phó Bí thư tỉnh ủy                                             | 9/2015-nay       |                                                                            |
| 37  | Lào Cai                              | XV                            | Đặng Xuân Phong              | Chủ tịch Ủy ban nhân dân tỉnh                    | 6/2016-nay                                                     |                  |                                                                            |
| 38  | Lâm Đồng                             | X                             | Đoàn Văn Việt                |                                                  | Chủ tịch Ủy ban nhân dân tỉnh                                  | 10/2015-nay      |                                                                            |
| 38  | Lâm Đồng                             | X                             | Trần Đức Quận                |                                                  | Phó Bí thư tỉnh ủy                                             | 10/2015-nay      |                                                                            |
| 38  | Lâm Đồng                             | X                             | Trần Đức Quận                | Chủ tịch Ủy ban nhân dân tỉnh                    | 6/2016-nay                                                     |                  |                                                                            |
| 38  | Lâm Đồng                             | X                             | Trần Văn Hiệp                |                                                  | Phó Bí thư tỉnh ủy                                             | 9/2019-nay       |                                                                            |
| 39  | Long An                              | X                             | Đỗ Hữu Lâm                   |                                                  | Phó bí thư Tỉnh ủy                                             | 10/2015-11/2018  | Nghỉ hưu                                                                   |
| 39  | Long An                              | X                             | Nguyễn Văn Được              |                                                  | Phó Bí thư Thường trực Tỉnh ủy                                 | 4/2019-nay       |                                                                            |
| 39  | Long An                              | X                             | Trần Văn Cần                 |                                                  | Phó Bí thư tỉnh ủy                                             | 10/2015-nay      |                                                                            |
| 39  | Long An                              | X                             | Trần Văn Cần                 | Chủ tịch Ủy ban nhân dân tỉnh                    | 6/2016-nay                                                     |                  |                                                                            |
| 40  | Nam Định                             | XIX                           | Trần Văn Chung               |                                                  | Phó Bí thư Thường trực                                         | 9/2015-nay       |                                                                            |
| 40  | Nam Định                             | XIX                           | Trần Văn Chung               | Chủ tịch Hội đồng nhân dân tỉnh                  |                                                                | 9/2015-nay       |                                                                            |
| 40  | Nam Định                             | XIX                           | Phạm Đình Nghị               |                                                  | Phó Bí thư tỉnh ủy                                             | 9/2015-nay       |                                                                            |
| 40  | Nam Định                             | XIX                           | Phạm Đình Nghị               | Chủ tịch Ủy ban nhân dân tỉnh                    |                                                                | 9/2015-nay       |                                                                            |
| 41  | Nghệ An                              | XVIII                         | Nguyễn Xuân Sơn              |                                                  | Phó Bí thư Thường trực                                         | 10/2018-nay      |                                                                            |
| 41  | Nghệ An                              | XVIII                         | Nguyễn Xuân Sơn              | Chủ tịch Hội đồng nhân dân tỉnh                  |                                                                | 10/2018-nay      |                                                                            |
| 41  | Nghệ An                              | XVIII                         | Nguyễn Xuân Đường            |                                                  | Chủ tịch Ủy ban nhân dân tỉnh                                  | 10/2015-10/2018  | Nghỉ chế độ                                                                |
| 41  | Nghệ An                              | XVIII                         | Lê Quang Huy                 |                                                  |                                                                | 10/2015-11/2017  | Chuyển công tác                                                            |
| 41  | Nghệ An                              | XVIII                         | Thái Thanh Quý               |                                                  | Chủ tịch Ủy ban nhân dân tỉnh                                  | 10/2018-nay      | Ủy viên dự khuyết Trung ương Đảng từ tháng 1/2016                          |
| 41  | Nghệ An                              | XVIII                         | Nguyễn Văn Thông             |                                                  |                                                                | 5/2016-nay       |                                                                            |
| 42  | Ninh Bình                            | XXI                           | Trần Hồng Quảng              |                                                  | Phó Bí thư Thường trực                                         | 9/2015-nay       |                                                                            |
| 42  | Ninh Bình                            | XXI                           | Trần Hồng Quảng              | Chủ tịch Hội đồng nhân dân tỉnh                  |                                                                | 9/2015-nay       |                                                                            |
| 42  | Ninh Bình                            | XXI                           | Đinh Văn Điến                |                                                  | Chủ tịch Ủy ban nhân dân tỉnh                                  | 9/2015-nay       |                                                                            |
| 43  | Ninh Thuận                           | XIII                          | Lưu Xuân Vĩnh                |                                                  | Phó Bí thư Thường trực                                         | 9/2015-nay       |                                                                            |
| 43  | Ninh Thuận                           | XIII                          | Lưu Xuân Vĩnh                | Chủ tịch Ủy ban nhân dân tỉnh                    |                                                                | 9/2015-nay       |                                                                            |
| 43  | Ninh Thuận                           | XIII                          | Nguyễn Bắc Việt              |                                                  | Phó Bí thư Thường trực Tỉnh ủy                                 | 9/2015-nay       |                                                                            |
| 44  | Phú Thọ                              | XVIII                         | Bùi Minh Châu                |                                                  | Phó Bí thư Thường trực                                         | 9/2015-12/2015   | Làm Bí thư tỉnh ủy; Ủy viên Trung ương Đảng từ 1/2016                      |
| 44  | Phú Thọ                              | XVIII                         | Bùi Minh Châu                | Chủ tịch Ủy ban nhân dân tỉnh                    | 11/2015-03/2019                                                |                  | Làm Bí thư tỉnh ủy; Ủy viên Trung ương Đảng từ 1/2016                      |
| 44  | Phú Thọ                              | XVIII                         | Bùi Minh Châu                | Chủ tịch Hội đồng nhân dân tỉnh                  | 03/2019-nay                                                    |                  |                                                                            |
| 44  | Phú Thọ                              | XVIII                         | Nguyễn Hữu Đông              |                                                  | Phó Bí thư Tỉnh ủy                                             | 9/2015-3/2016    | Điều chuyển tỉnh ủy Sơn La, Ủy viên dự khuyết Trung ương Đảng từ 1/2016    |
| 44  | Phú Thọ                              | XVIII                         | Bùi Văn Quang                |                                                  | Phó Bí thư Tỉnh ủy                                             | 6/2016-nay       | nguyên Phó Bí thư Thường trực Tỉnh ủy (2016-2019)                          |
| 44  | Phú Thọ                              | XVIII                         | Bùi Văn Quang                | Chủ tịch Hội đồng nhân dân tỉnh                  | 6/2016-03/2019                                                 |                  |                                                                            |
| 44  | Phú Thọ                              | XVIII                         | Bùi Văn Quang                | Chủ tịch Ủy ban nhân dân tỉnh                    | 03/2019-nay                                                    |                  |                                                                            |
| 44  | Phú Thọ                              | XVIII                         | Hoàng Công Thủy              |                                                  | Phó Bí thư Thường trực Tỉnh ủy                                 | 06/2019-nay      | nguyên Phó Chủ tịch Ủy ban nhân dân tỉnh                                   |
| 45  | Phú Yên                              | XVI                           | Lương Minh Sơn               |                                                  | Phó Bí thư Thường trực Tỉnh ủy                                 | 10/2015-nay      |                                                                            |
| 45  | Phú Yên                              | XVI                           | Hoàng Văn Trà                |                                                  | Phó Bí thư Tỉnh ủy                                             | 10/2015-8/2018   | hiện là Phó Chủ nhiệm Ủy ban Kiểm tra Trung ương                           |
| 45  | Phú Yên                              | XVI                           | Hoàng Văn Trà                | Chủ tịch Ủy ban nhân dân tỉnh                    | 11/2015-8/2018                                                 |                  | hiện là Phó Chủ nhiệm Ủy ban Kiểm tra Trung ương                           |
| 45  | Phú Yên                              | XVI                           | Phạm Đại Dương               |                                                  | Chủ tịch Ủy ban nhân dân tỉnh                                  | 8/2018-nay       |                                                                            |
| 45  | Phú Yên                              | XVI                           | Phạm Đại Dương               | Phó Bí thư Tỉnh ủy                               | 8/2018-nay                                                     |                  |                                                                            |
| 46  | Quảng Bình                           | XVI                           | Nguyễn Hữu Hoài              |                                                  | Chủ tịch Ủy ban nhân dân tỉnh                                  | 10/2015-12/2018  |                                                                            |
| 46  | Quảng Bình                           | XVI                           | Trần Thắng                   |                                                  | Phó Bí thư Thường trực Tỉnh ủy                                 | 26/03/2019-nay   |                                                                            |
| 46  | Quảng Bình                           | XVI                           | Trần Công Thuật              |                                                  | Phó Bí thư Tỉnh ủy                                             | 10/2015-nay      | nguyên Phó Bí thư Thường trực Tỉnh ủy                                      |
| 46  | Quảng Bình                           | XVI                           | Trần Công Thuật              | Chủ tịch Ủy ban nhân dân tỉnh                    | 12/2018-nay                                                    |                  | nguyên Phó Bí thư Thường trực Tỉnh ủy                                      |
| 47  | Quảng Nam                            | XXI                           | Phan Việt Cường              |                                                  | Phó Bí thư Thường trực                                         | 10/2015-1/2019   | Làm Bí thư tỉnh ủy; Ủy viên Trung ương Đảng từ tháng 1/2016                |
| 47  | Quảng Nam                            | XXI                           | Đinh Văn Thu                 |                                                  | Chủ tịch Ủy ban nhân dân tỉnh                                  | 10/2015-nay      |                                                                            |
| 48  | Quảng Ngãi                           | XIX                           | Nguyễn Thanh Quang           |                                                  | Phó Bí thư Thường trực Tỉnh ủy                                 | 10/2015-02/2019  |                                                                            |
| 48  | Quảng Ngãi                           | XIX                           | Bùi Thị Quỳnh Vân            |                                                  | Phó Bí thư Thường trực Tỉnh ủy                                 | 05/2019-nay      | Ủy viên dự khuyết Ban Chấp hành Trung ương Đảng Cộng sản Việt Nam khoá XII |
| 48  | Quảng Ngãi                           | XIX                           | Bùi Thị Quỳnh Vân            | Chủ tịch Hội đồng nhân dân tỉnh                  | 30 tháng 6 năm 2016 – nay                                      |                  | Ủy viên dự khuyết Ban Chấp hành Trung ương Đảng Cộng sản Việt Nam khoá XII |
| 48  | Quảng Ngãi                           | XIX                           | Trần Ngọc Căng               |                                                  | Chủ tịch Ủy ban nhân dân tỉnh                                  | 10/2015-nay      |                                                                            |
| 48  | Quảng Ngãi                           | XIX                           | Trần Văn Minh                |                                                  | Phó Bí thư tỉnh ủy                                             | 10/2015-1/2019   | Điều chuyển công tác                                                       |
| 49  | Quảng Ninh                           | XIV                           | Đỗ Thị Hoàng                 |                                                  | Phó Bí thư Thường trực                                         | 10/2015-9/2018   | Nghỉ chế độ                                                                |
| 49  | Quảng Ninh                           | XIV                           | Vũ Hồng Thanh                |                                                  | Phó Bí thư tỉnh ủy                                             | 10/2015-7/2016   | Ủy viên Trung ương Đảng từ tháng 1/2016; Chuyển công tác                   |
| 49  | Quảng Ninh                           | XIV                           | Nguyễn Đức Long              |                                                  | Chủ tịch Ủy ban nhân dân tỉnh                                  | 10/2015-nay      |                                                                            |
| 49  | Quảng Ninh                           | XIV                           | Nguyễn Xuân Ký               |                                                  | Phó Bí thư Thường trực Tỉnh uỷ                                 | 11/2018-nay      |                                                                            |
| 49  | Quảng Ninh                           | XIV                           | Ngô Hoàng Ngân               |                                                  | Phó Bí thư tỉnh ủy                                             | 11/2018-nay      |                                                                            |
| 50  | Quảng Trị                            | XVI                           | Phạm Đức Châu                |                                                  | Phó Bí thư Thường trực                                         | 9/2015-nay       |                                                                            |
| 50  | Quảng Trị                            | XVI                           | Nguyễn Đức Chính             |                                                  | Chủ tịch Ủy ban nhân dân tỉnh                                  | 9/2015-nay       |                                                                            |
| 50  | Quảng Trị                            | XVI                           | Nguyễn Đăng Quang            |                                                  | Phó Bí thư tỉnh ủy                                             | 2/2019-nay       |                                                                            |
| 51  | Sóc Trăng                            | XVIII                         | Nguyễn Trung Hiếu            |                                                  | Chủ tịch Ủy ban nhân dân tỉnh                                  | 10/2015-6/2016   | Chuyển công tác                                                            |
| 51  | Sóc Trăng                            | XVIII                         | Huỳnh Văn Sum                |                                                  | Phó Bí thư Thường trực                                         | 10/2015-nay      |                                                                            |
| 51  | Sóc Trăng                            | XVIII                         | Lâm Văn Mẫn                  |                                                  | Phó Bí thư tỉnh ủy                                             | 10/2015-nay      |                                                                            |
| 51  | Sóc Trăng                            | XVIII                         | Lâm Văn Mẫn                  | Chủ tịch Hội đồng nhân dân tỉnh                  | 12/2015-nay                                                    |                  |                                                                            |
| 51  | Sóc Trăng                            | XVIII                         | Trần Văn Chuyện              |                                                  | Phó Bí thư tỉnh ủy                                             | 8/2016-nay       |                                                                            |
| 51  | Sóc Trăng                            | XVIII                         | Trần Văn Chuyện              | Chủ tịch Ủy ban nhân dân tỉnh                    | 7/2016-nay                                                     |                  |                                                                            |
| 52  | Sơn La                               | XIV                           | Nguyễn Đắc Quỳnh             |                                                  | Phó Bí thư Thường trực Tỉnh ủy                                 | 9/2015-nay       | Trưởng Đoàn đại biểu Quốc hội tỉnh                                         |
| 52  | Sơn La                               | XIV                           | Cầm Ngọc Minh                |                                                  | Chủ tịch Ủy ban nhân dân tỉnh                                  | 9/2015-03/2019   |                                                                            |
| 52  | Sơn La                               | XIV                           | Nguyễn Hữu Đông              |                                                  | Phó Bí thư Tỉnh ủy                                             | 03/2016-nay      | nguyên Phó Bí thư Thường trực Tỉnh ủy Phú Thọ                              |
| 52  | Sơn La                               | XIV                           | Hoàng Quốc Khánh             |                                                  | Chủ tịch Ủy ban nhân dân tỉnh                                  | 06/2019-nay      |                                                                            |
| 53  | Tây Ninh                             | X                             | Nguyễn Minh Tân              |                                                  | Phó Bí thư Thường trực                                         | 10/2015-nay      |                                                                            |
| 53  | Tây Ninh                             | X                             | Phạm Văn Tân                 |                                                  | Chủ tịch Ủy ban nhân dân tỉnh                                  | 11/2015-nay      |                                                                            |
| 53  | Tây Ninh                             | X                             | Phạm Văn Tân                 |                                                  | Phó Bí thư tỉnh ủy                                             | 10/2015-nay      |                                                                            |
| 54  | Thái Bình                            | XIX                           | Đặng Trọng Thăng             |                                                  | Phó Bí thư Thường trực                                         | 9/2015-10/2018   |                                                                            |
| 54  | Thái Bình                            | XIX                           | Đặng Trọng Thăng             | Chủ tịch Ủy ban nhân dân tỉnh                    | 7/2018-nay                                                     |                  |                                                                            |
| 54  | Thái Bình                            | XIX                           | Đặng Trọng Thăng             | Chủ tịch Hội đồng nhân dân tỉnh                  | 12/2015-7/2018                                                 |                  |                                                                            |
| 54  | Thái Bình                            | XIX                           | Nguyễn Hồng Diên             |                                                  | Phó Bí thư tỉnh ủy                                             | 9/2015-4/2018    | Làm Bí thư tỉnh ủy; Ủy viên Trung ương Đảng từ tháng 1/2016                |
| 54  | Thái Bình                            | XIX                           | Nguyễn Hồng Diên             | Chủ tịch Ủy ban nhân dân tỉnh                    | 9/2015-7/2018                                                  |                  | Làm Bí thư tỉnh ủy; Ủy viên Trung ương Đảng từ tháng 1/2016                |
| 54  | Thái Bình                            | XIX                           | Ngô Đông Hải                 |                                                  | Phó Bí thư Thường trực                                         | 10/2018-nay      |                                                                            |
| 55  | Thái Nguyên                          | XIX                           | Vũ Hồng Bắc                  |                                                  | Phó bí thư tỉnh ủy                                             | 10/2015-nay      |                                                                            |
| 55  | Thái Nguyên                          | XIX                           | Vũ Hồng Bắc                  | Chủ tịch Hội đồng nhân dân Tỉnh                  | 10/2015-12/2015                                                |                  |                                                                            |
| 55  | Thái Nguyên                          | XIX                           | Vũ Hồng Bắc                  | Chủ tịch Ủy ban nhân dân tỉnh                    | 12/2015-nay                                                    |                  |                                                                            |
| 55  | Thái Nguyên                          | XIX                           | Bùi Xuân Hòa                 |                                                  | Phó Bí thư Thường trực Tỉnh ủy                                 | 10/2015-nay      |                                                                            |
| 55  | Thái Nguyên                          | XIX                           | Bùi Xuân Hòa                 | Chủ tịch Hội đồng nhân dân Tỉnh                  | 6/2016-nay                                                     |                  |                                                                            |
| 56  | Thanh Hóa                            | XVIII                         | Đỗ Trọng Hưng                |                                                  | Phó Bí thư Thường trực                                         | 9/2015-nay       | Trưởng Đoàn đại biểu Quốc hội tỉnh                                         |
| 56  | Thanh Hóa                            | XVIII                         | Nguyễn Đình Xứng             |                                                  | Chủ tịch Ủy ban nhân dân tỉnh                                  | 9/2015-nay       |                                                                            |
| 56  | Thanh Hóa                            | XVIII                         | Đỗ Minh Tuấn                 |                                                  | Phó Bí thư Tỉnh ủy                                             | 9/2015-nay       |                                                                            |
| 56  | Thanh Hóa                            | XVIII                         | Nguyễn Thị Xuân Thu          |                                                  | Phó Bí thư Tỉnh ủy                                             | 9/2015-1/2016    | Chuyển công tác                                                            |
| 57  | Thừa Thiên - Huế                     | XV                            | Bùi Thanh Hà                 |                                                  | Phó Bí thư Thường trực                                         | 10/2015-nay      |                                                                            |
| 57  | Thừa Thiên - Huế                     | XV                            | Nguyễn Văn Cao               |                                                  | Chủ tịch Ủy ban nhân dân tỉnh                                  | 10/2015-6/2018   |                                                                            |
| 57  | Thừa Thiên - Huế                     | XV                            | Phan Ngọc Thọ                |                                                  | Chủ tịch Ủy ban nhân dân tỉnh                                  | 6/2018-nay       |                                                                            |
| 58  | Tiền Giang                           | X                             | Lê Hồng Quang                |                                                  | Phó Bí thư Thường trực                                         | 10/2015-6/2017   | Ủy viên Trung ương Đảng từ tháng 1/2016                                    |
| 58  | Tiền Giang                           | X                             | Võ Văn Bình                  |                                                  | Phó Bí thư Tỉnh ủy                                             | 10/2015-nay      |                                                                            |
| 58  | Tiền Giang                           | X                             | Lê Văn Hưởng                 |                                                  | Phó Bí thư Tỉnh ủy                                             | 10/2015-nay      |                                                                            |
| 58  | Tiền Giang                           | X                             | Lê Văn Hưởng                 | Chủ tịch Ủy ban nhân dân tỉnh                    | 12/2015-nay                                                    |                  |                                                                            |
| 59  | Trà Vinh                             | X                             | Ngô Chí Cường                |                                                  | Phó Bí thư Thường trực                                         | 10/2015-nay      |                                                                            |
| 59  | Trà Vinh                             | X                             | Sơn Thị Ánh Hồng             |                                                  | Chủ tịch Hội đồng nhân dân tỉnh                                | 10/2015-6/2016   |                                                                            |
| 59  | Trà Vinh                             | X                             | Đồng Văn Lâm                 |                                                  | Chủ tịch Ủy ban nhân dân tỉnh                                  | 10/2015-nay      |                                                                            |
| 59  | Trà Vinh                             | X                             | Kim Ngọc Thái                |                                                  | Phó Bí thư Tỉnh ủy                                             | 9/2018-nay       |                                                                            |
| 60  | Tuyên Quang                          | XVI                           | Phạm Minh Huấn               |                                                  | Phó Bí thư Tỉnh ủy                                             | 10/2015-nay      |                                                                            |
| 60  | Tuyên Quang                          | XVI                           | Phạm Minh Huấn               | Chủ tịch Ủy ban nhân dân tỉnh                    |                                                                | 10/2015-nay      |                                                                            |
| 60  | Tuyên Quang                          | XVI                           | Nguyễn Hồng Thắng            | Phó Bí thư Thường trực                           | 10/2015-nay                                                    |                  |                                                                            |
| 61  | Vĩnh Long                            | X                             | Trương Văn Sáu               |                                                  | Phó Bí thư Thường trực                                         | 10/2015-nay      |                                                                            |
| 61  | Vĩnh Long                            | X                             | Trương Văn Sáu               | Chủ tịch Hội đồng nhân dân tỉnh                  |                                                                | 10/2015-nay      |                                                                            |
| 61  | Vĩnh Long                            | X                             | Nguyễn Văn Quang             |                                                  | Chủ tịch Ủy ban nhân dân tỉnh                                  | 10/2015-nay      |                                                                            |
| 61  | Vĩnh Long                            | X                             | Nguyễn Thị Thu Hà            |                                                  | Phó Bí thư tỉnh ủy                                             | 10/2015-11/2015  |                                                                            |
| 62  | Vĩnh Phúc                            | XVI                           | Trần Văn Vinh                |                                                  | Phó Bí thư Thường trực                                         | 10/2015-nay      |                                                                            |
| 62  | Vĩnh Phúc                            | XVI                           | Trần Văn Vinh                | Chủ tịch Hội đồng nhân dân tỉnh                  |                                                                | 10/2015-nay      |                                                                            |
| 62  | Vĩnh Phúc                            | XVI                           | Nguyễn Văn Trì               |                                                  | Chủ tịch Ủy ban nhân dân tỉnh                                  | 10/2015-nay      |                                                                            |
| 63  | Yên Bái                              | XVIII                         | Dương Văn Thống              |                                                  | Phó Bí thư Thường trực                                         | 10/2015-nay      |                                                                            |
| 63  | Yên Bái                              | XVIII                         | Dương Văn Thống              | Chủ tịch Hội đồng nhân dân tỉnh                  | 10/2015-6/2016                                                 |                  |                                                                            |
| 63  | Yên Bái                              | XVIII                         | Phạm Thị Thanh Trà           |                                                  | Phó Bí thư tỉnh ủy                                             | 10/2015-9/2016   | Ủy viên Trung ương Đảng từ tháng 1/2016                                    |
| 63  | Yên Bái                              | XVIII                         | Phạm Thị Thanh Trà           | Chủ tịch Ủy ban nhân dân tỉnh                    | 10/2015-2/2017                                                 |                  | Ủy viên Trung ương Đảng từ tháng 1/2016                                    |
| 63  | Yên Bái                              | XVIII                         | Phạm Thị Thanh Trà           | Chủ tịch Hội đồng nhân dân tỉnh                  | 2/2017-nay                                                     |                  | Ủy viên Trung ương Đảng từ tháng 1/2016                                    |
| 63  | Yên Bái                              | XVIII                         | Đỗ Đức Duy                   |                                                  | Chủ tịch Ủy ban nhân dân tỉnh                                  | 2/2017-nay       | Bổ sung tháng 2/2017                                                       |